# Эгрефёй-сюр-Мен
Эгрефёй-сюр-Мен (фр. Aigrefeuille-sur-Maine) — коммуна на западе Франции, находится в регионе Пеи-де-ла-Луар, департамент Атлантическая Луара, округ Нант, кантон Клисон. Расположена в 22 км к юго-востоку от Нанта, в 3 км от национальной автомагистрали А83, на левом берегу реки Мен, притока Севр-Нантез.
Население (2017) — 3 936  человек.

## История
Первые следы пребывания человека на территории Эгрефёя относится к неолиту. В античности здесь проживало галльское племя пиктонов. В период галло-римлян на месте нынешнего Эгрефёя существовало поселение, жители которого занимались выращиванием винограда. 
Эгрефёй был экономически процветающим приходом, в Средние века здесь развивалось ткачество. Около 1250 года в поселке был построен храм тамплиеров; Эгрефёй был резиденцией шатлена. В XVI-XVII века в Эгрефёе было построено несколько водяных и ветряных мельниц.
Во время Великой Французской революции приход пострадал от последствий Вандейского мятежа. В феврале 1794 года «адские колонны» сожгли в Эгрефёе много домов и церковь, были многочисленные жертвы среди гражданского населения.
В 1934 году Эгрефёй стал центром кантона, и в том же году коммуна сменила название на Эгрефёй-сюр-Мен. В результате административной реформы 2015 года кантон  Эгрефёй-сюр-Мен был упразднен, и коммуна вошла в состав кантона Клисон.

## Достопримечательности
- Неоготическая церковь Успения Богородицы 1898-1900 годов
- Средневековый шато Ла-Гидуар, бывшая резиденция сеньоров Эгрефёй, реконструированный в середине XVIII века
- Часовня Святого Спасителя начала XVIII века

## Экономика
Структура занятости населения:
- сельское хозяйство — 2,4 %
- промышленность — 23,5 %
- строительство — 9,8 %
- торговля, транспорт и сфера услуг — 35,0 %
- государственные и муниципальные службы — 29,3 %

Уровень безработицы (2016 год) — 7,1 % (Франция в целом — 14,1 %, департамент Атлантическая Луара — 11,9 %). 

Среднегодовой доход на 1 человека, евро (2016 год) — 22 520 (Франция в целом — 20 809, департамент Атлантическая Луара — 21 548).

## Демография
Динамика численности населения, чел.

## Администрация
Пост мэра Эгрефёй-сюр-Мена с 2014 года занимает Жан-Ги Корню (Jean-Guy Cornu ). На муниципальных выборах 2020 года возглавляемый им правый блок одержал победу во 1-м туре, получив 73,55 % голосов.
| Период | Период | Фамилия        | Партия       | Примечания |
| ------ | ------ | -------------- | ------------ | ---------- |
| 1977   | 1989   | Луи Леруа      |              |            |
| 1989   | 2014   | Жан-Ив Тамплье | Разные левые | фермер     |
| 2014   |        | Жан-Ив Корню   |              | строитель  |

## Галерея

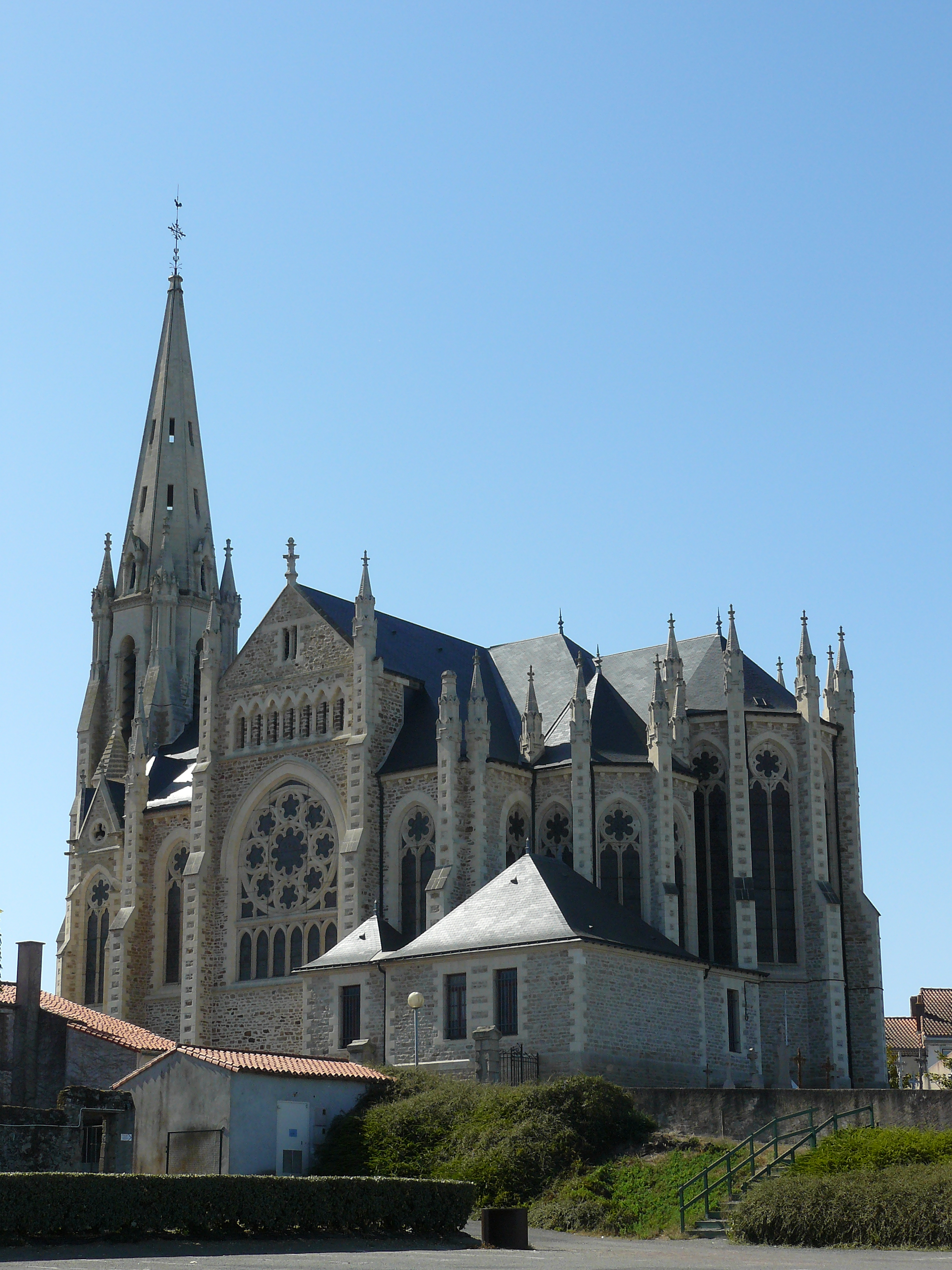
Церковь Успения Богородицы